# بروبيونات الكالسيوم
 بروبيونات الكالسيوم مركب كيميائي له الصيغة C6H10CaO4، ويكون على شكل بلورات بيضاء، وهو ملح الكالسيوم لحمض البروبيونيك.

## الخواص
- ينحل بروبيونات الكالسيوم بشكل جيد في الماء، لكنه ضعيف الانحلال في الكحول.
- يعد بروبيونات الكالسيوم من المواد المقاومة لانتشار الفطور.

## الاستخدامات
- يستخدم بروبيونات الكالسيوم كمضاف غذائي له رقم الإي (E 282). يضاف للمواد الغذائية كمادة حافظة، على الخصوص للخبز والمعجنات.
- لبروبيونات الكالسيوم تطبيقات أخرى في مجال مستحضرات التجميل الأعلاف.

## السلامة
من خلال التجارب على الجرذان أدت إضافة كميات من بروبيونات الكالسيوم وحمض البروبيونيك إلى طعام الجرذان بنسب تتراوح بين 0.6 % و5% إلى حدوث التهابات. باستمرار البحث وجد أن هذه التأثيرات خاصة بفصيلة الجرذان، إذ أن التحقيقات المشابهة على أنواع حيوانية أخرى لا تشير إلى حدوث هذه الحالات.